# Isotomodes bahiensis
Isotomodes bahiensis är en urinsektsart som beskrevs av Rapoport 1962. Isotomodes bahiensis ingår i släktet Isotomodes och familjen Isotomidae. Inga underarter finns listade i Catalogue of Life.